# ماتی نوکانن
ماتی نوکانن (به فنلاندی: Matti Nykänen) ورزشکار مرد رشتهٔ پرش با اسکی اهل کشور فنلاند بود. وی در بین سال‌های ‎۱۹۸۴ تا ۱۹۸۸ میلادی در مسابقات بازی‌های المپیک زمستانی در مجموع ۵ مدال، شامل ۴ مدال طلا و ۱ نقره را کسب کرد. او در ۴ فوریه ۲۰۱۹ درگذشت.
او ۲۶ ماه به دلیل چاقوکشی و ۱۶ ماه به دلیل تجاوز به زن خودش در زندان بود.